# Абруцо
Абруцо (итал. Abruzzo) је једна од 20 регија Италије. Налази се у њеном средишњем делу земље. Главни град је Л'Аквила, а највећи град и економско средиште је Пескара.
Покрајина Абруцо је позната као изразито планинска област која се стрмо спушта ка Јадрану.

## Порекло назива
Име покрајине Абруцо изведено је латинске речи Aprutium, мада се овај назив јавио тек у средњем веку. Ова реч је вероватно повезана са именом древног племена Претута које насељавало ове просторе. Међутим, у последње време развило се и више других претпоставки о пореклу речи Aprutium.

## Положај
Абруцо је средишња покрајина Италије, смештена на Апенинском полуострву. На истоку се налази Јадранско море.
Са осталих страна налазе се друге италијанске покрајине:
- север - Марке
- запад - Лацио
- југ - Молизе

## Природне одлике
Површина покрајине је 10.794 km² и по овоме је Абруцо једна од средње пространих италијанских покрајина.

### Рељеф
Целокупна површ покрајине Абруца је покренутог терена. Сасвим мала равничарска подручја пружају се дуж доњих делова речних долина. На истоку се налази јадранска обала, слабо разуђена и са мало природних лука. Обала је стрма и брзо прелази у бреговито и брдско подручје. Оно је испресецано дубоким речним долинама у виду клисура. Брдско подручје постепено ка средишњем делу Абруца прелази у високо планинско подручје средишњих Апенина. Највиши врх покрајине и уједно највиши врх Апенина је Гран Сасо, висок 2.912 м. На крајњем западу налази се систем високо постављених поља и долина, које су боље повезане са долином Тибра даље ка западу.

### Клима
Клима у приморском делу Абруца је средоземна. Како се залази у копно и иде на више надморске висине она постаје прелазна између средоземне и континенталне. У вишим крајевима клима је оштрија, планинска.

### Воде
Покрајина Абруцо је већим делом у сливу Јадранског мора, а мањих у сливу Тиренског (преко Тибра). Већина река у сливу Јадрана су мале, кратког тока и са дубоким долинама у виду клисура. Оне су махом меридијанског правца и спуштају са средишње постављених Апенина у Јадран на истоку. Мањи број река тече ка западу, ка Тибру и оне најчешће само горњим делом тока протичу кроз Абруцо. Иако ниједна река није значајна у државним оквирима на нивоу покрајине познате реке су: Пескара, Сангро и Вомано (у сливу Јадрана), Салто (у сливу Тибра).

## Управна подела
Абруцо је подељен у 4 округа, одн. провинције са истоименим градовима као управним средиштима:
- Кјети
- Л'Аквила
- Пескара
- Терамо

## Историја
Подручје Абруца било је насељено још у време праисторије. Римљани запоседају ово подручје почетком 3. века п. н. е.. Они овде оснивају провинцију Пиценум (Picenum), која је обухвата и суседну покрајину Марке. Током неколико векова владавине старог Рима становништво је романизовано, а провинција се развила у једну од развијенијих.
По пропасти старог Рима ова област у раном средњем веку брзо мења господаре. Прво потпада под Готе, затим под византијски Равенски егзархат, потом долазе Лангобарди и на крају Франци. Тада се у употребу уводи назив Апруцијум, а после се он мења у Абруцо.
У 13. веку област коначно потпада под власт Напуљске краљевине и са мањим прекидима тако остаје све до средине 19. века. Абруцо као ободна област имао све време извесну количину аутономије. 1860. године дошло је до припајања ове области новооснованој Италији. Одмах је основана покрајина Абруци и Молизе, која се 1963. године поделила на две нове покрајине: Абруцо и Молизе. Нова владавина није донела привредни процват. Тек у другој половини 20. века долази до стабилизације привреде и раста становништва.

## Становништво
Данас Абруцо има око 1,3 милиона становника и по томе је она једна од мањих покрајина Италије. То је свега 25% више становника него пре једног века, односно за 10% више него пре 25 година.
Густина Насељености је нешто преко 120 ст./km², што је знатно мање од државног просека (200 ст./km²). Источни, нижи део покрајине је знатно гушће насељен него Апенинско подручје на западу.
У покрајини доминира италијанско становништво. Утицај наглог развоја покрајине у последњим деценијама огледа се и у значајном уделу становништва са привременим боравком (4,5%).

## Привреда
До пре 30ак година покрајина Абруцо спадала је у неразвијени део Италије. Тада је то била рурална и махом пољопривредна област. Пољопривреда (са рибарством на Јадрану) је и данас развијена, али нема тај значај као пре.
Данас је Абруцо на прагу преласка у круг развијеног дела земље захваљујући паметно унапређеном занатству, које има дугу традицију, а последњих година се оно развило у право мало предузетништво са савременом производњом и истакнутим производима. У приморским областима развијене су и све привредне гране везане за море.
Последњих година уочава се и све већи јаз између развијеног и пренасељеног приморја и празне и слабо развијене унутрашњости.

## Галерија
Фотографије градова покрајине
- Пескара
- Кјети
- Ђулијанова